# Eloy Jiménez
José Eloy Jiménez Moreno (Hellín, Albacete, España, 14 de junio de 1971) es un exfutbolista y entrenador de fútbol español que se desempeñaba como delantero. 

## Trayectoria
Como jugador fue un delantero con grandes registros goleadores y que pasó por diversos equipos, destacando especialmente en el Elche CF y la UD Las Palmas, con la cual consiguió sendos ascensos a Segunda (1996) y a Primera (2000).
Tras retirarse en el club de su localidad natal comenzó su carrera en los banquillos en el propio Hellín Deportivo.
En abril de 2019 se convirtió en entrenador del CD Lugo en Segunda División tras el cese de Alberto Jiménez Monteagudo. El 26 de diciembre de 2019 fue cesado de su cargo.
El 1 de marzo de 2022, se convierte en entrenador del Atlético Baleares de la Primera División RFEF. El 24 de mayo de 2022, es destituido a falta de una jornada para que finalice la competición.

## Clubes

### Como jugador
| Club               | País   | Año       |
| ------------------ | ------ | --------- |
| Hellín Deportivo   | España | 1991-1992 |
| Yeclano C. F.      | España | 1992-1993 |
| C. E. L'Hospitalet | España | 1993-1994 |
| Levante U. D.      | España | 1994-1995 |
| U. D. Las Palmas   | España | 1995-1996 |
| Elche C. F.        | España | 1996-1998 |
| U. D. Las Palmas   | España | 1998-2001 |
| Córdoba C. F.      | España | 2002-2003 |
| C. D. Castellón    | España | 2003-2005 |
| Hellín Deportivo   | España | 2005-2006 |

### Como entrenador
| Club                        | País   | Año       |
| --------------------------- | ------ | --------- |
| Hellín Deportivo            | España | 2005-2009 |
| UB Conquense                | España | 2009-2011 |
| La Roda CF                  | España | 2012-2013 |
| UCAM Murcia Club de Fútbol  | España | 2014-2015 |
| Asociación Deportiva Mérida | España | 2016-2017 |
| Club de Fútbol Fuenlabrada  | España | 2018      |
| Club Deportivo Lugo         | España | 2019      |
| Atlético Baleares           | España | 2022      |